# 크리스티나 쿡

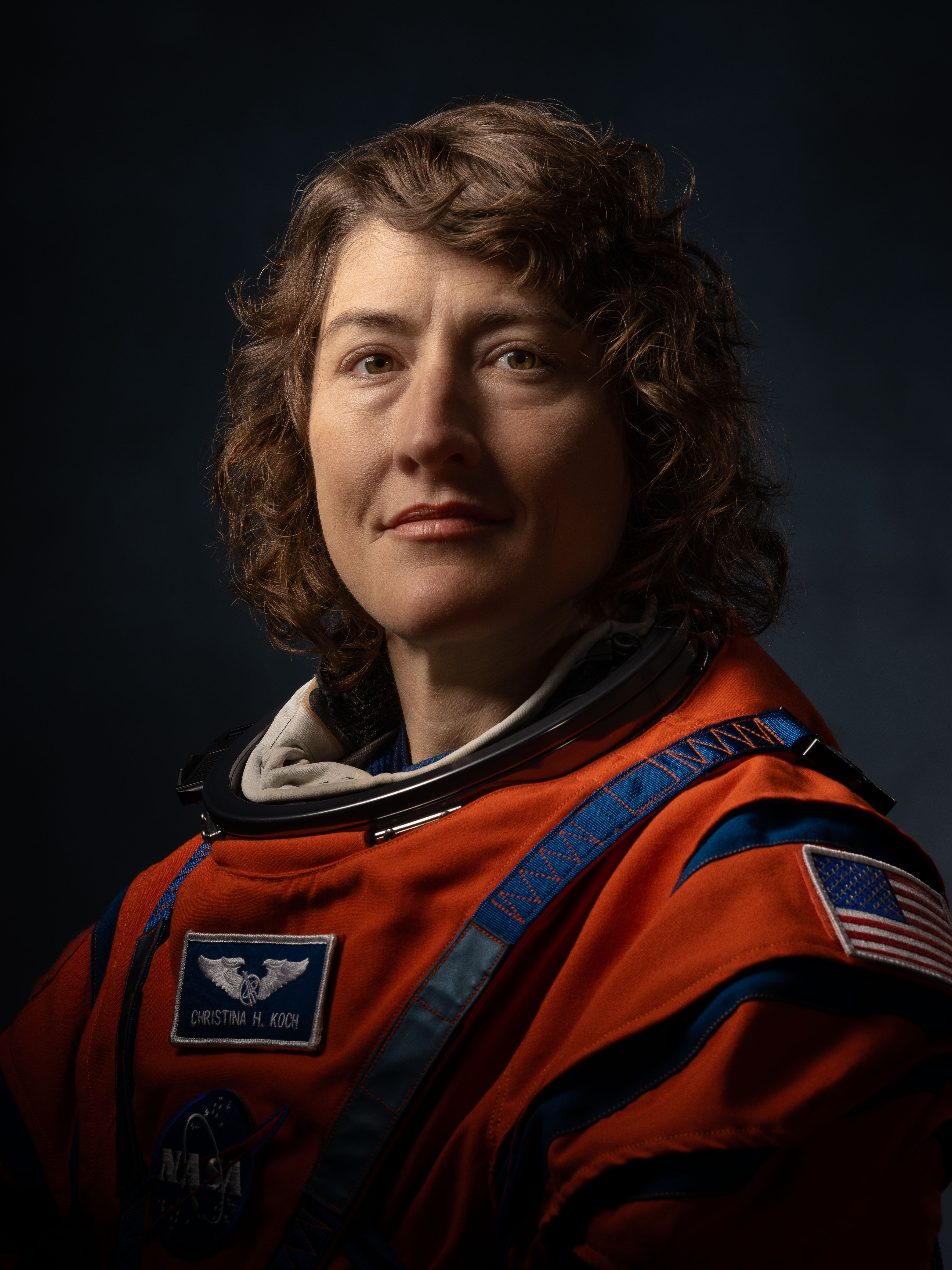
크리스티나 쿡

크리스티나 쿡(Christina Koch, 1979년 1월 29일~)은 미국의 공학자 겸 미국 항공 우주국 우주비행사다. 미시간주 켄트군에서 태어나 노스캐롤라이나 주립 대학교 전기 공학 석사와 물리학 박사 과정을 졸업했고 또한 고더드 우주 비행 센터에서 근무했다. 우주비행사가 되기 전 미국 해양대기청 소속으로 미국령 사모아 지부장을 지냈다.
2019년 3월 14일 ISS 엑스퍼디션 59호, 60호, 61호의 비행 공학자로서 발사됐다. 2019년 10월 18일에 자신과 제시카 미어는 ISS 외부의 장치를 교환하기 위해 선외활동을 했는데 이는 여성들만 선외활동을 한 첫 사례가 됐다. 2019년 12월 28일 우주에서 연속해서 최장 시간 머무른 여성 최고 기록을 깬 그녀는 2020년 2월 6일에 우주로부터 귀환했다.
아르테미스 2호의 구성원으로 선발됐는데 아르테미스 2호가 달 궤도 비행에 성공한다면 지구 궤도를 처음으로 벗어난 여성이 될 예정이다. 2020년에 타임 100 중 한 명으로 선정됐다.